# Дубляж українською
Дубляж візуальних творів українською мовою стосується фільмів, серіалів, відеоігор тощо.
У радянський період України дубляж українською практично не відбувався до 1960-х, а з 60-х значну роль грала кіностудія Довженка, яка дублювала окремі радянські фільми. З відновленням незалежності України в 1991 році ситуація не змінилася й Україна практично не мала ринку дубляжу українською. 2006 року з ухваленням постанови кабінету міністрів про обов'язкове дублювання фільмів українською мовою, почали з'являтися професійні студії дублювання найвищого рівня, ринок дублювання українською почав стрімко розвиватися.

## Історія

### Період УРСР
Дублювання іноземних кінофільмів російською мовою у СРСР розпочалося у 1935 році, але не українською. У статті в журналі «Радянське кіно» під заголовком «До проблеми дубляжу» Є. Солєв у березні 1936 року написав, що якщо знизити десь вдвічі ціну дублювання з поточних 120 тис. карбованців за фільм до ~50 тис., то дубляж може бути економічно вигідним не лише російською (чий ринок тоді налічував близько 250 екранів, тобто фільмокопій), а й для менших територій, таких як Україна з її 25-50 фільмокопіями. Проте це не було реалізовано, в 1930-60-х роках в Москві масово створювався дубляж іноземних стрічок російською, а українською випуск не розпочався.
У кіновиробництві Радянської України була термінологічна особливість: дубляж українською для окремих фільмів, вироблених російською на кіностудіях України (Київській, Одеській та Ялтинській) відбувався вже з початку запровадження «ери звукового кіно» у 1930-х роках, але керманичі українських радянських кіноструктур завжди називали такий дубляж «озвученням» чи «тонуванням», хоча часто російських акторів озвучували абсолютно інші актори. Прикладом україномовного дубляжу є фільм «Раз улітку» (1936) студії Українфільм, який, за повідомленням тогочасної преси, «вироблявся в українському та російському варіантах». Окрім нього відомо лише про кілька інших російськомовних фільмів, дубльованих українською, зокрема «Виборзька сторона» (1938).

#### 1960-ті: поширення українського дубляжу
Дубляж українською в УРСР став більш поширеним лише на початку 60-х років, коли на Кіностудії Довженка з'явилися перші україномовні дубляжі інших радянських кіностудій. Іноземні стрічки й надалі дублювалися виключно російською мовою в Москві — в УРСР парткерівництво дозволяло Кіностудії Довженка дублювати українською лише окремі іншомовні фільми з інших республік СРСР та окремі російськомовні фільми виробництва кіностудій УРСР. В УРСР видавався республіканський щомісячник «Нові фільми» із анонсами україномовних фільмів для, переважно, сільських кінотеатрів, однак вже для міських кінотеатрів використовували вже краще оформлене Всесоюзне російськомовне видання «Новые фильмы». Загалом переважна кількість художніх фільмів, які вироблялися в Радянський Україні були зняті російською з залученням російських акторів у головних ролях, й деякі з них лише згодом отримували дубляж українською у пост-продакшені. Серед художніх фільмів виробництва кіностудій Грузії, Росії та України, у цей період були дубльовані українською такі фільми як «Тарас Шевченко» (1951), «Іван Франко» (1956), «Таємниця двох океанів» (1957), «Таємниця Дімки Кармія» (1960), «Григорій Сковорода» (1960), «Людина без пашпорту» (1965), «Державний злочинець» (1965), «Акваланги на дні» (1965), «Невловимі месники» (1966), «Республіка ШКІД» (1966), «Вій» (1967), «Циган» (1967), «Ця тверда земля» (1967), «Помилка Оноре де Бальзака» (1968), «Експеримент доктора Абста» (1968), «Щит і меч» (1968), «Білі хмари» (1968), «Чортова дюжина» (1970), «Родина Коцюбинських» (1970), «Один з нас» (1970), «Жодного дня без пригод» (1971), «Іду до тебе…» (1971), «Відвага» (1973), «Ні пуху, ні пера» (1973), «Докер» (1973), «Абітурієнтка» (1973), «Йду своїм курсом» (1974), «Прощавайте, фараони!» (1974), «Там вдалині, за рікою» (1975), «Канал» (1975), «Анна і командор» (1975), «Важка вода» (1979), ««Мерседес» втікає від погоні» (1980), «Останній гейм» (1981), «Військово-польовий роман» (1983), «У привидів у полоні» (1984), «Вир» (1984), «Легенда про безсмертя» (1985), «Женихи» (1985), «Вклонись до землі» (1985), «Все перемагає любов» (1987), «Руда фея» (1987), «Кішка, яка гуляла, як сама собі знала» (1988), «Дама з папугою» (1989), «Морський вовк» (1990), «Ніагара» (1990) та «Танго смерті» (1991).
Але вже наприкінці 1960-х, після посилення політики інтернаціоналізації, почався поступовий перехід на створення фільмів на кіностудіях УРСР лише російською мовою, без додаткової версії з україномовним дубляжем, а російськомовні стрічки з інших республік СРСР перестали дублювати українською. Ця політика мала на меті прискорити процес денаціоналізації народів СРСР та створити новий російськомовний «радянський народ». В українському контексті, інтернаціоналізація означала відтіснення культури та мови української нації на другий план та підвищення російської культури та мови на перший. Відповідно технологія виготовлення та допуску в кінопрокат УРСР кінострічок була зорієнтована на те, щоб в кінотеатрах панувала російська, а не українська мова. Одним з таких механізмів наступний: дозвіл на створення української версії видавався лише після того, як фільм вже кілька місяців демонструвався російською. Ще одним механізмом було те, що всі фільми, виготовлені в СРСР, не допускалися до прокату, поки їх не приймала московська комісія, отже, фільми, які були відзняті українською мовою, для комісії доводилося дублювати російською мовою. Як наслідок, українські режисери, які поспішали випустити свої стрічки в прокат, надавали перевагу виготовленню фільмів одразу російською мовою, а отже і з двох десятків фільмів, які щорічно ставилися на Київській кіностудії Довженка, тільки два-три виготовлялися українською, а на Одеській та Ялтинській кіностудіях взагалі не зняли жодного повнометражного україномовного в оригіналі фільму. Внаслідок цього, а також економічних, технологічних та організаційних причин, кінострічки у міських та сільських кінотеатрах України виходили переважно російською мовою. Це була одна з причин успішності політики інтернаціоналізації в УРСР.
Відомий режисер Микола Мащенко назвав період останніх брєжнєвських років застою «нещадною інквізицією», результатом якої стала повна деукраїнізація кіномистецтва. Як наслідок русифікаторської політики Радянського Союзу, станом на 1980 рік, за даними газети «Культура і життя», діючий фільмофонд України становив 2967 фільмів, з них дубльованих (або тих, що мали оригінальне україномовне озвучення) українською мовою — 235, основна маса з яких була старіші стрічки. За словами кіноісторика Лариси Брюховецької, Кіностудія імені Олександра Довженка доклала значних зусиль до поширення русифікації в Україні, зокрема заборонивши створення українського дубляжу до більшості стрічок власного виробництва. Одним з найвідоміших прикладів такої заборони та відмови кіностудії створити україномовний дубляж був фільм «У бій ідуть лише „старики“». Згідно з листом виконувача обов'язків директора кіностудії ім. О. Довженка Гліба Шандибіна Голові Держкіно УРСР Василю Большаку від 24 вересня 1973 року, Шандибін просив дозволу не створювати український дубляж фільму, хоча за існуючим тоді правилом фільми, зняті в союзній республіці, повинні були мати дві повноцінні мовні версії — російською та мовою республіки. У своїй аргументації Шандибін мотивував це тим, що «всі персонажі спілкуються російською мовою, мовою, яка є звичною, загальнозрозумілою та узаконеною мовою нашої Радянської Армії. (…) Дубляж фільму українською в даному випадку просто неможливий, оскільки дубляж зруйнував би драматургію; і найголовніше — зникне дуже важлива для фільму тема інтернаціоналізації. Просимо вашого дозволу здати фільм тою мовою, якою він знімався без дублювання українською мовою».
Станом на початок 80-х років, в Радянській Україні більшість іншомовних ігрових фільмів дублювалися російською мовою на Кіностудії імені Олександра Довженка, а більшість анімаційних фільмів, теж російською, — на студії «Київнаукфільм». Пізніше, наприкінці 1980-х, на базі Кіностудії імені Олександра Довженка була створена студія «Хлопавка» (студія «Синхрон») і вже на початку 1990-х років вона дублювала російською мовою такі хітові іноземні фільми як «Злиття двох місяців», «Дика орхідея», «Всенічна спека», «Термінатор», «Скинь маму з поїзда», «Немає виходу» тощо й згодом надавала цей дубляж російським кінодистриб'юторам, які зробили успішний прокат цих стрічок з російськомовним дубляжем у багатьох країнах Росії/СНД.
Аж до моменту розпаду СРСР виробництво фільмів українською мовою на Ялтинській, Одеській та Київській кіностудіях практично припинилося, натомість там переважно знімали російськомовні радянські фільми для всесоюзного вжитку. Перед початком розпаду СРСР українська мова практично повністю була витіснена з українського кінопрокату: наприкінці 80-х репертуар кінотеатрів в УРСР був на 99 % російськомовним, навіть стрічки вироблені на українських кіностудіях до яких існував україномовний дубляж демонструвалися переважно в російськомовному варіанті. Так, у 1989 році в кінопрокаті УРСР було показано 280 нових фільмів, з них лише один демонструвався українською мовою. За даними видання «Історична правда» з 378 фільмів, що вийшли на екран з кіностудії Довженка за радянський період 1930—1991 років, цілком україномовних зняли лише 22 (десь 6 %).

### Незалежна Україна
На початку 90-х показ американських фільмів в Україні був заборонений, ці фільми не йшли в кінотеатрах, кінопрокату як явища в Україні фактично не існувало ні з російським дубляжем, ні з українським. Це було викликано тим, що 1989 року Джек Валенті, голова American Motion Pictures Association (AMPA), наклав ембарго на кінопрокат американських фільмів. Ембарго діяло і на увесь пострадянський простір (включно з Росією): американські виробники сказали, що «доки не буде закону, який боровся б з піратством, вони не даватимуть фільмів ані до України, ані до Росії».
На початку 1990-х поодинокі україномовні інтелектуали публічно висловлювалися про потребу впровадження україномовного дубляжу іноземних фільмів хоча б для телебачення, але практичних наслідків це не мало. З середини 1990-х фільми в українському кінопрокаті, як і за часів СРСР, продовжували виходити з дубляжем російською мовою, зробленим в Росії. У 1990-х та на початку 2000-х дублювання фільмів українською не робив жоден український прокатник. Кіностудія Довженка наприкінці 1980-х — на початку 1990-х років продублювала принаймні декілька іноземних фільмів українською, зокрема «Роман з каменем» (англ. «Romancing the Stone», 1984), «Політ навігатора» (англ. «Flight of the Navigator», 1986), «Несусвітні шахраї» (англ. «Dirty Rotten Scoundrels», 1988), «Одружена з мафією» (англ. «Married to the Mob», 1988), «Зона висадки» (анл. «Drop Zone», 1994), «Патруль часу» (англ. «Timecop», 1994) тощо.[неавторитетне джерело] Окрім художніх фільмів, тоді ж з'явилося кілька дубляжів телесеріалів, зокрема «Донна Бейжа» (порт. «Dona Beija», 1986; на замовлення телеканалу УТ-1) тощо. У 1992 році на студії Хлопавка (рос. Хлопушка), яка базувалася на виробничих потужностях Кіностудії Довженка, було продубльовано українською фільм «Непристойна пропозиція» (англ. «Indecent Proposal», 1993) для показу на одному з фестивалів української діаспори Америки.[неавторитетне джерело]

##### 1995: початок кінопрокату в Україні
У 90-х Богдан Батрух, майбутній засновник B&H, був одним з тих, хто працював для АМРА в Україні, зокрема як їх консультант по авторських правах. Батрух був однією з ключових постатей, які зуміли зняти ембарго на прокат американських фільмів для України і відновити кінопрокат у 1995 році, пролобіювавши прийняття Верховною Радою України Закону про авторські права (прийнятого ВР 1994 року; набрав чинності 1995 року).
Після скасування ембарго для України на кінопрокат Американських фільмів 1995 року почав діяти український кінопрокатний ринок. Увесь кінопрокат у цей період йшов з дубляжем російською мовою. До наших днів збереглося дуже мало інформації про цей період: немає точних даних щодо статистики зборів, кількості фільмів та повного переліку тодішніх кінодистриб'юторських компаній на українському кінопрокатному ринку. Відомо, що на ринку у той час домінували російські дистриб'юторські компанії, котрі керували політикою та репертуарним планом своїх українських підрозділів. Також відомо, що у цей час працювала велика кількість дистриб'юторів, але всі вони, окрім компанії Богдана Батруха B&H, купляли кінопрокатні права на фільми у своїх материнських компаній з Росії. Зокрема у цей період працювали наступні дистриб'ютори: Авангард Фільм, 1+1 Сінема (керівник Роман Мартиненко), Фабрика Кіно, Люксор Україна (керівник Ігор Ігнатьєв), Інтер-Фільм Україна (керівник Олег Ґоловашкін), JRC film Україна (керівник Володимир Артеменко), Сінергія / Kinomania (керівник Олександр Ткаченко), Централ Партнершип Україна (керівник Олег Ґоловашкін), B&H (керівник Богдан Батрух), Геміні Україна (керівник Андрій Дяченко), Аврора фільм (керівник Роман Мартиненко) Артхаус Трафік (керівник Денис Іванов), та Каскад Україна (керівник Тамара Яловська). Якщо не враховувати чотирьох найбільших українських дистриб'юторів (B&H, Геміні Україна, Kinomania та Аврора фільм) практично всі вищезгадані прокатники збанкрутували і зникли через декілька років після впровадження обов'язкового дубляжу в 2006 році. Єдиним виняткам, тобто компанією, що продовжила існувати після 2006 року, стала компанія Артхаус Трафік, яка й досі активна на українському кінопрокатному ринку, однак в останні роки сума річних касових зборів цієї компаній менші від 0,1 % частки всього кінопрокатного ринку України.

#### 2006: обов'язковий дубляж українською
За словами мовознавця та кінокритика Юрія Шевчука, до 2006 року дубляж українською практично не відбувався через те, що Україна лишалася культурною колонією Російської імперії. Через відсутність українського дубляжу в українських кінотеатрах, станом на 2006 рік в Україні фактично не існувало власної системи кінопрокату, тобто власного суверенного кіноринку, й відповідно до 2006 року Україну можна було вважати всього лише частиною російського ринку кінопрокату. Кореспондент впливового видання Variety у 2008 році написав, що «основні кіностудії [Голлівуду] ще й досі вважають цю територію [України] як підконтрольну Москві».
16 січня 2006 року, за сприяння тодішнього віцепрем'єр-міністра України з гуманітарних питань В'ячеслава Кириленка (Уряд Юрія Єханурова), кабмін видав постанову № 20 про «Деякі питання порядку розповсюдження і демонстрування фільмів» про обов'язкове дублювання та субтитрування всіх іноземних фільмів українською мовою. Згідно з цим рішенням україномовний дубляж мали вводити поступово: з 1 вересня 2006 року фільмів з українським дубляжем мало бути не менше 20 %, з 1 січня 2007 року — не менше 50 %, а з 1 липня 2007-го — не менше 70 %. Це рішення підтримали українські кінопрокатники, які напряму працювали з голлівудськими мейджорами, оскільки мейджор самостійно оплачує вартість україномовного дубляжу (у той час займали ~70 % кінопрокатного ринку), але бурхливо опротестували підрозділи російських прокатних компаній, які опосередковано купували права на показ іноземних кінострічок в Україні у російських компаній (у той час займали ~30 % кінопрокатного ринку). Проти впровадження українського дублювання також виступило МЗС Росії та один з головних ідеологів путінського режиму в уряді Росії Владислав Сурков. Категорично проти впровадження українського дублювання виступив тогочасний віцепрем'єр України з гуманітарних питань від Партії регіонів Дмитро Табачник, який заявив, що дублювання фільмів українською є фінансово необґрунтованим. Українські ЗМІ повідомляли, що якісь ентузіасти від імені Партії регіонів писали листи голлівудським знаменитостям з проханням повернути російський дубляж іноземних фільмів в Україну. Український режисер Олесь Санін описав це тоді як «протест суто російських посередників дистриб'юторів на території України. Звісно, вони не хочуть виконувати закон, тому що розглядають Україну як свій власний ринок! Це так звана система „РосУкркіно“».
Одразу з'явилися спроби скасувати обов'язковий український дубляж. Наприкінці січня 2006 «Асоціація сприяння розвитку кінематографа в Україні» (АСРКвУ) звернулася із позовом до суду аби домоглася скасування урядової постанови № 20 від 16 січня 2006 року, яка зобов'язувала кінопрокатників дублювати фільми українською мовою. Позов було подано від імені «Товариства сліпих Дніпропетровської області». Суд першої інстанції АСРКвУ програла і 22 червня 2006 року Господарський суд міста Києва на четвертому судовому засідання визнав вимоги позову нечинними. Згодом, АСРКвУ подала апеляцію та виграла її 16 жовтня 2006 року, коли Київський апеляційний суд скасував постанову Кабміну № 20 від 16 січня 2006 року про обов'язкове дублювання частини фільмів українською мовою. Після перемоги у Київському апеляційному суді, на початку жовтня 2006 АСРКвУ, в особі їхнього президента Михайла Соколова, направила відкритого листа до віце-прем'єр-міністра України В'ячеслава Кириленка пояснюючи причини необхідності скасування урядової постанови № 20 від 16 січня 2006 року, яка зобов'язувала кінопрокатників дублювати фільму українською мовою. Лист підписали зокрема Денис Іванов (керівник дистриб'ютора Артхаус Трафік), Андрій Різоль (генеральний продюсер форумів «Кінофорум України» та «Кіноринок Молодість»), Дмитро Колєсников (віце-президент Асоціації продюсерів України, Кінотур), Михайло Соколов (президент «Асоціації Сприяння розвитку кінематографа в Україні») та Ігор Ігнатьєв (керівник дистриб'ютора Люксор Україна).
Одним з перших анімаційних фільмів що вийшов 15 червня 2006 року в український широкий кінопрокат з українським дубляжем, був мультиплікаційний фільм «Тачки» (2006). Стрічку дублювали на студії «Pteroduction Sound», а переклад виконав Олекса Негребецький, що прославився своєю адаптацією серіалу «Альф» для каналу ICTV. Українськими голосами мультфільму стали Остап Ступка, Ольга Сумська, Юрій Коваленко, Олександр Ігнатуша, Андрій Середа та інші. Задля дослідження попиту на нововведення, мультфільм пустили у прокат і українською, і російською мовами, з однаковою кількістю фільмокопій. Після закінчення прокату мультфільму, з'ясувалося — українська версія перемогла з перевагою у 15 %. 13 липня 2006 року з дубляжем вийшов перший художній фільм «Пірати Карибського моря: Скриня мерця» (2006). Тут головного героя Джека Спароу дублював Олег «Фагот» Михайлюта, соліст гурту Танок на майдані Конґо.
Згідно з даними українських кіноекспертів, у 2006 вже після початку дії нової постанови КМУ, лише близько 20 % кіносеансів та близько 22 % фільмів (46 з 202) кінопрокату вийшли з українським дубляжем або українськими субтитрами. Зокрема, у 2006 році з топ-20 найкасовіших фільмів продубльовано українською було лише 7: «Пірати карибського моря: Скриня мерця», «Казино Рояль», «Парфумер: Історія одного вбивці», «Диявол носить Prada», «Сезон полювання», «Ераґон», та «Тачки». Більш поширеним український дубляж в кінопрокаті став лише через рік, у 2007 році, а по-справжньому масово він з'явився в українських кінотеатрах лише у 2008 році.
22 грудня 2006 року Міністерство культури і туризму України в особі її тодішнього очільника Юрія Богуцького з одного боку та більшість кінопрокатних компаній України з іншого, провели круглий стіл за підсумками якого підписали «Меморандум Про Співпрацю». З боку дистриб'юторів документ підписали Богдан Батрух (B&H), Андрій Дяченко («Геміні фільм»), Денис Іванов («Артхауз-трафік»), Роман Мартиненко («Аврора»), Олександр Ткаченко (Сінергія/Кіноманія), від кінодемонстраторів — Людмила Горделадзе (директор кінотеатру «Жовтень»). Відповідно до меморандуму, українські кінопрокатники пообіцяли до 31 грудня 2007 року збільшити частку україномовних фільмокопій для прокату до 50 % для недитячих фільмів та до 100 % для дитячих. Також, згідно з Меморандумом, власники прав на домашнє відео (DVD, Blu-Ray) теж пообіцяли записувати звукові доріжки з українським дублюванням на 100 відсотків своєї продукції.
Згодом, Конституційний Суд України (КСУ) своїм рішення у справі про офіційне тлумачення положень частини другої статті 14 Закону України «Про кінематографію» (справа про розповсюдження іноземних фільмів) № 13-рп від 20.12.2007 не тільки підтвердив, що всі іноземні фільми мають бути дубльовані, озвучені чи субтитровані державною мовою, а ще й вказав, що ця вимога стосується також усіх фільмокопій, які розповсюджуються в Україні.
Під впливом рішення Конституційного Суду України та з посиланням на нього тогочасний міністр культури й туризму Василь Вовкун 18 січня 2008 року видав наказ Міністерства культури України (МКУ) № 1 «Про дублювання або озвучення чи субтитрування державною мовою іноземних фільмів», який забороняв видавати державне посвідчення на право розповсюдження і демонстрування фільму, якщо фільм не дубльований, озвучений або субтитрований державною мовою на фільмокопії мови оригіналу. Тоді ж, тогочасна очільниця Держкіно Ганна Чміль повідомила, що Держкіно буде повністю виконувати рішення КСУ та постанови МКУ, що стосуються регулювання видачі прокатних посвідчень на кінопрокат в Україні, та починаючи з січня 2008 року 100 % фільмів, які демонструються в кінотеатрах України мають бути дубльовані, озвучені або субтитровані українською мовою на оригінальну мову озвучення кінострічки.
Згодом, у відповідь на рішення Конституційного Суду України, 30 січня 2008 року тодішній Президент України Віктор Ющенко написав листа до тодішньої Прем'єр-міністерки України Юлії Тимошенко з вимогою аби уряд «забезпечив безумовне виконання рішення КС щодо розповсюдження іноземних фільмів, створення належних умов для організації дублювання, озвучення та субтитрування фільмів державною мовою». Наприкінці лютого 2008 року також відбулася нарада з питань кінопрокату на якій був присутній тодішній Президент України Віктор Ющенко, два заступники глави секретаріату Президента України Юрій Богуцький та Андрій Кислинський та представники кінобізнесу, зокрема власники 3-х найбільших українських кінодистриб'юторів: Олександр Ткаченко («Кіноманія/Синергія»), Андрій Дяченко («Геміні фільм») та Богдан Батрух (B&H). За підсумком цієї наради Віктор Ющенко запропонував Мінкульту та Держкіно разом із представниками провідних дистриб'юторських компаній до 4 березня 2008 року розробити компромісний варіант впровадження україномовного дубляжу, який би передбачав виконання рішення Конституційного Суду України про обов'язковість дублювання іноземних фільмів українською та водночас враховував інтереси мешканців зросійщених східного та південного регіонів України.
Рішення Конституційного суду, що зобов'язувало всі іншомовні фільми дублювати або озвучувати українською перед розповсюдженням в Україні, викликало збурення частини кінопрокатників та власників телеканалів. Так у відповідь на рішення Конституційного Суду України, частина кінодистриб'юторів та мереж кінотеатрів, котрі або належали росіянам та були філіями російських фірм або викупляли права на кінопрокат не напряму у голівудських мейджорів, а опосередковано у росіян, виступили проти рішення КСУ та постанови МКУ. Серед тогочасних власників компаній-дистриб'юторів та мереж кінотеатрів які написали відритого листа проти рішення Конституційний Суд України (КСУ) впровадити 100 % український дубляж іншомовних фільмів були, зокрема, тогочасний керівник та співвласник кіномережі «Мультиплекс» Антон Пугач який написав відкритий лист-звернення «Дрібниці стилю від першої особи» (Андрій Костюк, активіст громадської ініціативи «Кіно-переклад», оприлюднив лист-відповідь на лист Пугача під назвою «Вершини цинізму від Антона Пугача»), тогочасний керівник та співвласник Кіноманія/Сінерґія/Каскад Україна Олександр Ткаченко який написав відкритий лист-звернення «„Кіно“ та „німці“» (Богдан Батрух, власник B&H, оприлюднив лист-відповідь на лист Ткаченка під назвою «Кіно і росіяни») тощо.
Деякі українські кінопідприємці навіть вирішили бойкотувати вимогу КСУ демонструвати фільми в українських кінотеатрах з українським дубляжем та організували кіно-страйк. Спочатку ці компанії, на чолі зі співвласником та гендиректором кіномережі «Мультиплекс» Антоном Пугачем, написали серію відкритих листів керівництву України з вимогою скасувати український дубляж, зокрема 25 січня 2008 року та 23 лютого 2008 року. Після публікації цих відкритих листів, відповідні компанії розпочали загальний локаут, що полягав у відмові демонструвати фільми з українським дубляжем у кінотеатрах. У відповідь на лист Пугача та Ко до керівництва держави, власник кінопрокатника B&H Богдан Батрух теж написав відкритого листа керівництву України де надав підтвердження брехливості фактів викладених у попередніх листах, де стверджувалось що буцімто після впровадження закону про дубляж українською відбулося падіння виторгу українських кіно-компаній на більш як 30 %; У своєму листі Батрух навпаки надав докази збільшення відвідуваності кінотеатрів та відповідно й прибутковості українських кіно-компаній після впровадження українського дубляжу.
Згідно з опитуванням 2008 року, переважна більшість звичайних відвідувачів кінотеатрів в усіх регіонах України, як Заходу та Центру, так і Сходу та Півдня, продовжили ходити на кіно дубльоване українською без проблем. Під час опитування проведеного фірмою First Movies International у грудні 2007 року на замовлення Sony та Disney, лише 11 % найбільш русофільськи налаштованих українців висловилися проти дублювання фільмів українською мовою. У лютому 2008, згідно з даними соцопитування, проведеного Київським міжнародним інститутом соціології, усього 3 % жителів України зазначили, що дублювання фільмів українською мовою заважає їм відвідувати кінотеатри.
2008 року Мінкульт України запропонував звільнити дубльовані українською стрічки в кінопрокаті від ПДВ, аби заохотити перехід на український дубляж кінокомпанії України.
Після спроб проросійських політиків скасувати український дубляж, українські митці, зокрема музиканти, провели у 2008 році акції на підтримку україномовного дубляжу.
Після впровадження українського дубляжу в кінопрокат України заявлялося, що це посприяє розвиткові власного українського кіновиробництва. Але деякі кінознавці висловилися скептично щодо ймовірності позитивного поштовху в розвитку українського кіновиробництва завдяки українському дубляжу в кінопрокаті.
У липні 2008 року, через два роки, Генеральна прокуратура України внесла касаційну скаргу до Вищого адміністративного суду України на постанову Київського апеляційного господарського суду від 17 жовтня 2006 року, якою було визнано нечинним та скасовано п.1 постанови Кабінету міністрів України від 16 січня 2006 року № 20 про «Деякі питання порядку розповсюдження і демонстрування фільмів». Вищим адміністративним судом України 10 липня 2008 року скаргу прокуратури задоволено, незаконну постанову суду апеляційної інстанції скасовано та зобов'язано суб'єктів кінематографічної діяльності для отримання прокатного посвідчення всі іноземні фільми дублювати (озвучувати, субтитрувати) українською мовою.

#### Постанова КМУ №551 (від 21 червня 2010 року)
Після приходу до влади регіоналів у 2010 році, представники Партії регіонів виступили за негайне скасування попереднього наказу Міністерства культури про обов'язкове дублювання іноземних фільмів українською мовою. Ряд членів уряду від Партії регіонів заявляли про необхідність скасування українського дубляжу через його нібито низьку якість та через те що український дубляж нібито призвів до падіння бокс-офісу в Україні. Зокрема тодішній віце-прем'єр з гуманітарних питань від Партії Регіонів Володимир Семиноженко заявив що «коли чує український дубляж — його охоплює жах», а міністр освіти від Партії Регіонів Дмитро Табачник стверджував у 2007/2008 та згодом знову 2010 що український прокат перестав бути прибутковим після впровадження україномовного дубляжу. Табачник заявив в інтерв'ю російській радіостанції «Эхо Москвы», що навіть у Львові «кількість відвідування у кінотеатрах […] впала мало не на третину». У відповідь на заяви регіоналів, ряд українських бізнесменів та політиків, зокрема керівник дистриб'ютора B&H Богдан Батрух та політик В'ячеслав Кириленко, неодноразово заявляли, що слова регіоналів Табачника та його однодумців — брехня. На УНІАН вийшла стаття, у якій йшлося, що депутати-регіонали Дмитро Табачник, разом з Вадимом Колесніченком, Іриною Бережною, Олексієм Костусєвим та Володимиром Семиноженком, лобіюють інтереси російських дистриб'юторів що прагнуть повернути російський дубляж в Україні.
Зусилля Табачника та Ко. були частково успішними і згодом тогочасний Міністр культури та туризму України Михайло Кулиняк повідомив громадськість що у червні 2010 року кабмін скасував постанову КМУ «Про дублювання або озвучення чи субтитрування державною мовою іноземних фільмів» від 18 січня 2008 року. На зміну старій постанові була прийнята нова постанова від 21 червня 2010 року № 551 «Про внесення змін до Положення про державне посвідчення на право розповсюдження і демонстрування фільмів», яка дозволяє дублювати фільми будь-якою мовою, але сам процес дублювання повинен відбуватися в Україні й якщо фільм дубльовано не українською мовою то іншомовний дубляж обов'язково має супроводжуватися українськими субтитрами. Відповідно, згідно з новою постановою фільми, дубльовані за межами України або фільми, дубльовані іншою мовою без українських субтитрів, на український ринок не допускаються, за винятком фестивального та артхаусного кіно у кількості не більше 10 фільмокопій.
У 2010 році у Податковий кодекс України було додано два перехідних положення: 1) про тимчасове звільнення від ПДВ до 1 січня 2016 року кінопрокат національних фільмів, тиражування іноземних фільмів дубльованих українською та дублювання фільмів українською та 2) про тимчасове звільнення від ПДВ до 1 січня 2016 року кінопрокат іноземних фільмів дубльованих українською. Згодом ці перехідні положення продовжували до 1 січня 2017 року, а потім до 1 січня 2018 року.

#### Постанова КМУ №168 (від 1 лютого 2012 року)
Згідно з постановою КМУ № 168 (від 1 лютого 2012 року) було вилучено підпункт б) пункту 10 «Положення про державне посвідчення на право розповсюдження і демонстрування фільмів». Вилучивши зі згаданого Положення норму, яка вимагала обов'язкового дублювання або озвучення фільму на території України, КМУ позбавила дистриб'юторів стимулу здійснювати прокат іноземних фільмів в Україні українською мовою.
5 квітня 2012 року податкова міліція вилучила обладнання найбільшої української студії дубляжу «Ле Дуаєн» (Le Doyen Studio), яка в той час дублювала близько 60 % стрічок в Україні. Офіційною причиною стала, начебто, несплата податку на додану вартість компанією B&H у обсязі більш як 10 млн гривень. Представники руху добровольців «Простір свободи» заявили, що податковий рейд має на меті знищення україномовного кінодубляжу. 12 квітня 2012 року податкова повернула майно студії і вона відновила свою роботу. Через чотири роки, восени 2016 компанія B&H Film Distribution (власник Le Doyen Studio) виграла позов проти Державної податкової служби України (ДПСУ) у Верховному суді України. Суд постановив, що ДПСУ діяла незаконно а всі протиправні стягнення податкової мають бути повернуті у повному обсязі.
7 листопада 2017 року ВРУ схвалила закон № 3239-д, який вніс зміни до Митного кодексу України та Податкового кодексу України та звільнив до 2023 року від сплати ПДВ операції з постачання робіт та послуг з виробництва та тиражування українських фільмів та іноземних фільмів, дубльованих, озвучених українською мовою на території України, а також постачання робіт та послуг з дублювання, озвучення українською мовою іноземних фільмів на території України.

## Українські студії дублювання

### Професійні студії
З часом для дублювання фільмів в Україні стали з'являтися студії найвищого рівня. Першою свою філію в Києві відкрила петербурзька студія «Невафільм». Згодом дублювати фільми почали як великі студії звукозапису, такі як AdiozProduction, Postmodern Postproduction, Tretyakoff Production, так і невеличкі студії як наприклад Lemma, Pteroduction Sound, CineType, Kyiv Postproduction, AAASOUND та інші. Паралельно з дубляжем винятково для кінотеатральних стрічок, розвиток отримали також студії багатоголосого закадрового перекладу, такі як Так Треба Продакшн, Студія дубляжу каналу 1+1, що працює на базі студії імені Довженка та інші. На цій та інших студіях звукозапису та дубляжу вперше в Україні було зроблено повноцінні дубляжі деяких серіалів (наприклад на замовлення телеканалу 1+1 було створено україномовний дубляж серіалів Теорія брехні (англ. «Lie to me»), Секс та Каліфорнія (англ. «Californication»)) тощо. На початку ж 2009 року відкрилася студія Le Doyen Studio, що стала першою українською студією дубляжу, що отримала сертифікат «Студія Dolby Premier». Другою студією, що отримала сертифікат «Студія Dolby Premier» стала студія Postmodern Postproduction (входить в FILM.UA Group) яка отримала відповідний сертифікат у жовтні 2012 року.

### Аматорські студії
Наприкінці 2000-х / на початку 2010-х років почали з'являтися й аматорські студії дубляжу та озвучення. До них належать «Омікрон», UkrDub, FanVoxUA, Цікава Ідея, та інші. Після закриття Омікрону у 2017 році, на ринку фандаб студій з'явилося декілька нових гравців, зокрема НеЗупиняйПродакшн, DniproFilm тощо. У 2022 році з'явилась нова студія Твій. Продакшн.

## Українські актори дубляжу
З початку заснування україномовного дубляжу у 2006 році з'явилася ціла плеяда впізнаваних голосових акторів українського дубляжу, серед яких найвідомішими є Євген Малуха (відомий як український голос Альфа з однойменного культового серіалу) та Юрій Коваленко (відомий як український голос Сирника у фільмі Тачки — першому повнометражному анімаційному фільмі-блокбастері, що демонструвався в кінотеатрах України з українським дубляжем).
Також до дублювання українською активно залучаються зірки українського шоу-бізнесу. У дублюванні анімаційного фільму Карлсон, який мешкає на даху (2002) брали участь низка відомих співаків, зокрема Олег Скрипка та Ані Лорак. Над мультфільмом Теркель і Халепа (2004) працювала ціла низка знаменитостей: Потап, Олег Скрипка, Фагот та Фоззі (гурт ТНМК), Фома (гурт Мандри), Вадим Красноокий (гурт Mad Heads), Катя Chilly, Віталій Козловський, Lilu, Вася Гонтарський («Вася Club»), DJ Romeo і Степан Казанін (Квартал-95). У мультфільму Хортон (2008) можна почути голоси шоуменів Павла Шилька (DJ Паша) та Володимира Зеленського. Головні герої стрічки «13-й район: Ультиматум» (2009) в українському прокаті говорили голосами Євгена Кошового (Квартал-95) та Андрія Хливнюка (соліст гурту «Бумбокс»).

## Частка українського озвучення в кінопрокаті
Згідно з щорічним моніторингом ГО «Простір свободи» та інтернет-видання «Тексти», частка озвучення українською (дублювання або багатоголосого озвучення) є наступною:
- 2009 — 70.3 %: озвучення українською (дублювання або багатоголосе озвучення); 29.7 %: озвучення російською або іншою іноземною мовою (та українські субтитри);[145]
- 2010 — 65.6 %: озвучення українською (дублювання або багатоголосе озвучення); 34.3 %: озвучення російською або іншою іноземною мовою (та українські субтитри);[146]
- 2011 — 65.2 %: озвучення українською (дублювання або багатоголосе озвучення); 34.8 %: озвучення російською або іншою іноземною мовою (та українські субтитри);[146][147]
- 2012 — 65.7 %: озвучення українською (дублювання або багатоголосе озвучення); 34.3 %: озвучення російською або іншою іноземною мовою (та українські субтитри);[146]
- 2013 — 69.3 %: озвучення українською (дублювання або багатоголосе озвучення); 30,7 %: озвучення російською або іншою іноземною мовою (та українські субтитри);[148]
- 2014 — 65.5 %: озвучення українською (дублювання або багатоголосе озвучення); 34.5 % озвучення російською або іншою іноземною мовою (та українські субтитри): 28.6 %: озвучення російською (та українські субтитри) та 5.9 % озвучення іншими мовами (та українські субтитри)[149]
- 2015 — 84.8 %: озвучення українською (дублювання або багатоголосе озвучення); 19.7 % озвучення російською або іншою іноземною мовою (та українські субтитри): 12.3 %: озвучення російською (та українські субтитри); 7.4 озвучення іншими мовами (та українські субтитри)[149]
- 2016 — 88.0 %: озвучення українською (дублювання або багатоголосе озвучення); 16.0 % озвучення російською або іншою іноземною мовою (та українські субтитри): 3.5 %: озвучення російською (та українські субтитри); 12.5 озвучення іншими мовами (та українські субтитри)[149][150]
- 2017 — 87.5 %: озвучення українською (україномовний оригінал**, дублювання або багатоголосе озвучення); 12,5 %: озвучення російською або іншою іноземною мовою (та українські субтитри).[151][152][153]
- 2018 — 92.2 %: озвучення українською (українськомовний оригінал**, дублювання або багатоголосе озвучення); 7,8 %: озвучення російською або іншою іноземною мовою (та українські субтитри).[154][155][156]
- 2019 — 89.0 %: озвучення українською (україномовний оригінал**, дублювання або багатоголосе озвучення); 10,0 %: озвучення російською або іншою іноземною мовою (та українські субтитри).[157][158][159]
- 2020 — 95.4 %: озвучення українською (україномовний оригінал**, дублювання або багатоголосе озвучення); 6,4 %: озвучення російською або іншою іноземною мовою (та українські субтитри).[160][161][162][163][164][165]

* примітка: у окремих роках сума може перевищувати 100 % через прокат окремих фільмів у різних версіях

** примітка: Держкіно, яке за запитом ГО Простір свободи надає дані про україномовний дубляж/озвучення в українському кінопрокаті, зараховує до «україномовних фільмів» усі фільми вироблені повністю чи частково на території України, однак насправді значна частина цих фільмів або повністю російськомовні, або є двомовними російсько- та українськомовними 

## Похідні твори
- «Дивись українською!» (2019) — 27-хвилинний короткометражний документальний фільм про історію україномовного дубляжу з 2006 по 2019 рік виробництва UA:Перший; сценарист — Аліна Степанець, режисер — Анна Жернова.[166][167]

## Зауваги
1. ↑  Першим дубльованим українською мультфільмом був мультфільм Карлсон, який було продубльовано у березні 2006 року
2. ↑  прим: підписантом меморандуму була також одна не-кінопрокатна компанія — київський кінотеатр «Жовтень»
3. ↑  «підпункт б) пункту 10: Держкіно відмовляє у державній реєстрації та видачі прокатного посвідчення у разі наявності однієї з таких підстав:
 б) якщо фільм дубльований або озвучений не на території України, крім фільму, який є авторським фільмом (інтелектуальним, альтернативним, експериментальним фільмом) та виходить тиражем не більш як 10 фільмокопій.».

## Рекомендована література
- Фільми українською набирають неабиякої популярності — UBR, 27 вересня 2012 р. на сайті Youtube.com
- Ду(б)ляж — Главрєд, 23 липня, 2010
- Альона Блохтур. «Український дубляж: бути чи не бути?» — Главком, 12 квітня, 2010
- Труднощі перекладу — Олена Криницька, «Контракти» № 27 Липень 2008 р.